# 柳生武芸帳
『柳生武芸帳』（やぎゅうぶげいちょう）は、五味康祐の歴史小説。また、それを原作とした映画、テレビ映画、漫画。

## 小説
1956年から1958年にかけて『週刊新潮』に連載されたが、あまりにも錯綜したストーリーであり、連載中断。その後の作者死去のため未完に終わった。
関連する短編として「火と剣と女とー柳生武芸帳外伝」がある（『無明斬り』河出文庫に収録）。
続編として1962年1月から122回『週刊新潮』に連載された作品『柳生石舟齋』は、作者の存命中に単行本化がされず、2020年代にようやく出版がされた。
- 『柳生石舟齋』全4巻　捕物出版 2022-2023

### 刊行本
- 柳生武芸帳　全7巻　新潮社
  - 巻之1 陰流 (1956年)
  - 巻之2 翁陰し (1956年)
  - 巻之3 間遠渡り (1957年)
  - 巻之4 花車 (1957年)
  - 巻之5 緋鯉 (1958年)
  - 巻之6 鷹と雀 (1958年)
  - 巻之7 高麗直刀 (1959年)
- 柳生武芸帳 上中下巻 新潮文庫 1962
- 五味康祐選集 第1-第4 柳生武芸帳 徳間書店　(1966年)
- 日本伝奇名作全集 第12 (五味康祐) 柳生武芸帳 番町書房 1970
- 柳生武芸帳　天の巻／地の巻  広済堂出版 1972
- 時代ロマン名作文庫 3-4 柳生武芸帳 番町書房 1976
- 五味康祐代表作集〈第3-4巻〉柳生武芸帳 (1981年)
- 柳生武芸帳 上下巻 新潮文庫 1993/5/15
- 柳生武芸帳 新潮社 1993/12
- 柳生武芸帳 上下 文春文庫 2006/4/7

## 映画

### 東宝製作版
1957年から1958年にかけ、三船敏郎主演により東宝製作で映画化され、2作品が公開された。

#### シリーズ
- 『柳生武芸帳』

1957年4月14日公開 総天然色、スタンダード
監督：稲垣浩
製作：田中友幸
脚本：稲垣浩、木村武
音楽：伊福部昭
出演
霞の多三郎：三船敏郎
夕姫：久我美子
於季：香川京子
りか：岡田茉莉子
柳生又十郎：二代目中村扇雀 (四代目坂田藤十郎)
柳生但馬守：大河内伝次郎
徳川家光：十代目岩井半四郎
柳生友矩：平田昭彦
柳生十兵衛：戸上城太郎  (松竹) 
伊豆者誠玄：清水元
浅海源九郎：西条悦朗
大久保彦左衛門：左卜全
喜内：桜井巨郎
幼君千代松（後の徳川光圀）：久保賢
望月庄左衛門：上田吉二郎
松平伊豆守：小堀明男
芹川相模：大友伸
沖田四郎五郎：久世竜
久我武左衛門：香川良介
五升賀源太：土屋嘉男
室屋典膳：田島義文
長浜主馬亮：向井淳一郎
左文字修造：山本廉
横川千八郎：池田兼男
深見友之丞：草間璋夫
楓：三田照子
金作：平奈淳司
山田浮月斎：東野英治郎
鬼我兵吾：大橋史典
青木小次郎：大塚国夫
箒の又兵衛：谷晃
弓削三太夫：熊谷二良
小野玄人：小杉義男
浪人加目田：稲葉義男
霞の千四郎：鶴田浩二
- 『柳生武芸帳 双龍秘剣』

1958年1月3日公開 総天然色、東宝スコープ

### 東映製作版
1961年から1964年にかけ、近衛十四郎主演により東映製作（1961年のみニュー東映）で映画化され、9作品が公開された。「柳生一番勝負 無頼の谷」と「十兵衛暗殺剣」はどちらも原作者は五味康祐ではないため、本来ならば同一主人公の別作品と言うことになるが、東映は2作品ともシリーズに含めている。
山根貞男は東宝版が原作通りに霞の多三郎・千四郎兄弟を主人公にしているのに対し、東映版が十兵衛を主人公にしていること等から、「正しくは『近衛十四郎による柳生十兵衛』シリーズというべきかもしれない」と評している。

#### シリーズ
柳生武芸帳
1961年3月1日公開
監督：井沢雅彦
脚本：結束信二、高田宏治
音楽：阿部皓哉
出演
柳生十兵衛：近衛十四郎
神矢悠之丞：山城新伍
霧の多三郎：品川隆二
清姫：花園ひろみ
夕姫：伊吹友木子
柳生但馬守：北龍二
柳生又十郎：和崎隆太郎
於き：永井三津子
いなごの鳩助：立原博
松平伊豆守：徳大寺伸
土井大炊守：阿部九洲男
山田浮月斎：原健策
中元康之介：国一太郎
坂和田嘉六：渡辺篤
楓：春海洋子
笠間又兵衛：原京市
柳生源太夫：末広恵二郎
田中甚兵衛：近江雄二郎
馬木家六：遠山金次郎
鈴木万四郎：小田部通麿
久兵衛：団徳麿
大久保彦左衛門：堺駿二
永井信濃守：里見浩太朗
柳生武芸帳 夜ざくら秘剣
1961年3月19日公開
監督：井沢雅彦
脚本：結束信二
音楽：阿部皓哉
出演
柳生十兵衛：近衛十四郎
将軍家光：山城新伍
霞の多三郎：品川隆二
霞の千四郎：尾上鯉之助
清姫：花園ひろみ
大久保彦左衛門：堺駿二
柳生但馬守：北龍二
柳生又十郎：和崎隆太郎
於き：永井三津子
松平伊豆守：徳大寺伸
いなごの鳩助：立原博
土井大炊守：阿部九洲男
河瀬主膳：小林重四郎
弓削三太夫：南修
しぐれのお銀：藤田佳子
秋葉信助：立松晃
原田菊二郎：小田部通麿
権造：大邦一公
坂和田嘉六：渡辺篤
相川新二郎：国一太郎
半平：大丸巌
お久美：五条恵子
柳生源太夫：末広恵二郎
笠間又兵衛：原京市
藤の尾：赤木春恵
永井信濃守：里見浩太朗
柳生一番勝負 無頼の谷
1961年10月22日公開
監督：松村昌治
脚本：永江勇、関伊志雄
音楽：阿部皓哉
※シリーズで唯一、原作者の名前がない。
出演
柳生十兵衛：近衛十四郎
疾風の丑之助：山城新伍
おもん：久保菜穂子
小弓：中里阿津子
猿の伝吉：立原博
秋月隼人正：徳大寺伸
菊乃：八汐路佳子
源左衛門：伊沢一郎
喜内：矢奈木邦二郎
一郎太：佐藤洋
五平：富家賢次
諏訪信濃守：三島謙
三田村内膳：原田甲子郎
大田黒刑部：富田仲次郎
大田黒陣十郎：戸上城太郎
有馬兵衛：加藤浩
鬼倉大機：雲井三郎
天堂梅軒：阿波地大輔
玄琢：晴賀俊介
鬼百合の亭主：源八郎
お秋：春川ますみ
武芸者風の侍甲：鈴木金哉
武芸者風の侍乙：有川正治
少年時代の丈太郎：松田金次郎
伝令：舟越正雄
およし：富永佳代子
おまち：双葉香
おとき：富士薫
おすず：吉井鏡子
おちよ：松川純子
秋月又七郎：里見浩太朗
柳生武芸帳 独眼一刀流
1962年9月16日公開
監督：松村昌治
脚本：結束信二、高橋稔
音楽：阿部皓哉
出演
柳生十兵衛：近衛十四郎
霞千四郎：松方弘樹
柳生但馬守：宇佐美淳也
柳生又十郎：品川隆二
清姫：宮園純子
於季：佐々圭子
梨花：三原有美子
松平伊豆守：安井昌二
大久保彦左衛門：杉狂児
山田浮月斎：山形勲
酒井雅楽頭：佐藤慶
五条中納言古康：水野浩
小弥太：花房錦一
善助：矢奈木邦二郎
石切甚内：月形哲之介
角脇紋次郎：和崎隆太郎
山瀬加源太：近江雄二郎
天道一角：戸上城太郎
有村刑部：原田甲子郎
出淵平兵衛：藤木錦之助
田中甚兵衛：河村満和
小瀬甚内：有川正治
三太夫：青柳龍太郎
家光：東千代之介
柳生武芸帳 片目の十兵衛
1963年2月23日公開
監督：内出好吉
脚本：高田宏治
音楽：阿部皓哉
出演
柳生十兵衛：近衛十四郎
霞の千四郎：松方弘樹
霞の多三郎：品川隆二
家光：五代目澤村訥升
於季：新井茂子
柳生但馬守：香川良介
松平伊豆守：北龍二
土井大炊守：明石潮
稲葉美濃守：佐藤慶
伊達政宗：山形勲
山田浮月斎：吉田義夫
星藤九郎：山城新伍
玉女：北原しげみ
夢想権之助：大橋史典
宝蔵院胤舜：大前均
長野無楽斎：加藤浩
庄田木左衛門：加賀邦男
永井信濃守：堀正夫
出淵平兵衛：那須伸太朗
久坂伝兵衛：浅野光男
稲垣主水：島田兵庫
薄田治兵衛：河村満和
柘植喜蔵：佐藤洋
水木右近：長島隆一
梟兵衛：菅貫太郎
柳生武芸帳 片目水月の剣
1963年5月25日公開
監督：長谷部安人
脚本：高田宏治
音楽：阿部皓哉
出演
柳生十兵衛：近衛十四郎
島津光久：松方弘樹
松平伊豆守：北龍二
柳生但馬守：香川良介
馬木家六：長島隆一
高倉新八：和崎隆太郎
有馬隼人正：大木実
鳴海伝蔵：楠本健二
津江：西崎みち子
静：桜町弘子
道明寺多門：津村礼司
須田弥九郎：永田靖
小五郎友行：牧口徹
田所左将監：関根永二郎
神子右京之介：矢奈木邦二郎
大野帯刀：堀正夫
富田刑部：有馬宏治
猿の小藤次：片岡栄二郎
小梅甚九郎：阿波地大輔
高野主馬：尾形伸之介
柳生武芸帳 剣豪乱れ雲
1963年8月7日公開
監督：内出好吉
脚本：高田宏治
出演
柳生十兵衛：近衛十四郎
飛鳥井大納言時光：松方弘樹
松平伊豆守：北龍二
板倉重宗：徳大寺伸
柳生但馬守：永田靖
登世：藤純子
山田浮月斎：山形勲
東福門院：風見章子
柳生兵庫：和崎俊哉
鬼塚喜八郎：尾形伸之介
海野総四郎：楠本健二
河原彦三郎：加藤浩
一色隼人：河村満和
佐々木左門：佐々木孝丸
田宮平八郎：戸上城太郎
花左衛門：阿波地大輔
篠原小藤次：佐藤洋
多兵衛：五里兵太郎
轟小源太：船越正雄
榊原刑部：矢奈木邦二郎
猿楽桐之助：戸塚新八
高倉少将：坂本京三郎
海野貢：南方英二
内藤主税：近江雄二郎
水木右近：小山田良樹
竹林林仲：岩尾正隆
柳生武芸帳 片目の忍者
1963年12月21日公開
監督：松村昌治
脚本：高田宏治
音楽：阿部皓哉
出演
柳生十兵衛：近衛十四郎
新宮の小五郎：松方弘樹
松平伊豆守：北龍二
柳生但馬守：堀正夫
富田新蔵：徳大寺伸
加倉井多門：吉田義夫
白妙の前：藤純子
九鬼左近将監：二本柳寛
九鬼嘉隆：高松錦之助
岩倉刑部大輔：東千代之介
十兵衛暗殺剣
1964年10月14日公開
監督：倉田準二
脚本：高田宏治
原作：紙屋五平
音楽：鏑木創
出演
柳生十兵衛：近衛十四郎
幕屋大休：大友柳太朗
城所早苗：河原崎長一郎
美鶴：宗方奈美
庄田喜左衛門：内田朝雄
篠：岡田千代
徳川家光：林真一郎
柳生但馬守：香川良介
松平伊豆守：北竜二
長近江之介：雲井三郎
田丸宗十郎：神戸瓢介
出淵平兵衛：大木悟郎
津軽伯典：近江雄二郎
箕作平三：国一太郎
忍藤九郎：河村満和
倉森八十助：神木真寿雄
宝生緑之助：鈴木金哉
泊角次郎：唐沢民賢
河村周防：原京市
工藤嘉次郎：脇中昭夫
七尾理助：鷹司譲紀
朝妻の源：高杉玄
菅の木又：山本一郎
与助：源八郎
後宝綱：波多野博
宮三蔵：小田部通麿
浦の郷兵衛：木谷邦臣

## テレビ映画

### 1965年
1965年1月10日から7月4日までNET系列にて毎週日曜午後9時30分からの1時間枠で放送。全26回。東映の映画版に引き続き、近衛十四郎が十兵衛を演じた。

#### スタッフ
- 脚本：結束信二、吉田哲郎、森田新
- 演出：小野登
- 企画：上月信二、宮川輝水
- 制作：NET、東映京都テレビプロダクション

#### キャスト
- 柳生十兵衛：近衛十四郎
- 柳生宗矩：香川良介
- 山田浮月斎：原健策
- 松平伊豆守：北龍二
- 土井大炊頭：北村英三
- 徳川家光：嶋田景一郎
- 於季：御影京子
- 五島隼太：松方弘樹
- 伊吹友木子
- 戸上城太郎

| NET系 日曜21:30 - 22:30枠                                              | NET系 日曜21:30 - 22:30枠 | NET系 日曜21:30 - 22:30枠    |
| 前番組                                                                 | 番組名                    | 次番組                       |
| ---------------------------------------------------------------------- | ------------------------- | ---------------------------- |
| ハイウェー・パトロール （21:30 - 22:00）明星女性劇場 （22:00 - 23:00） | 柳生武芸帳 （1965年版）   | 新選組血風録 （第1シリーズ） |

### 1985年
1985年1月2日、テレビ東京の12時間超ワイドドラマとして放送。

### 1990年-1992年
1990年から1992年にかけて、日本テレビのスペシャルドラマとして5作放送。主演は松方弘樹。
柳生武芸帳
1990年4月2日放送
脚本：鈴木則文、志村正浩
監督：舛田利雄
音楽：横山菁児
出演
柳生十兵衛：松方弘樹
清姫：岡田奈々
於季：伊藤かずえ
松平伊豆守：あおい輝彦
霞千四郎：倉田てつを
柳生又十郎：加納竜
徳川家康：若山富三郎
万里小路充房：ビートたけし
五条中納言古康：御木本伸介
酒井雅楽頭：菅貫太郎
揚巻：白都真理
柳生宗矩、山田浮月斎：萬屋錦之介
徳川家光：坂上忍
徳川義直：中村嘉葎雄
大久保彦左衛門：長門裕之
おれん：かたせ梨乃
春日局：草笛光子
柳生武芸帳 柳生十兵衛五十人斬り
1990年10月1日放送
脚本：鈴木則文、大津一瑯
監督：原田雄一
音楽：横山菁児
出演
柳生十兵衛：松方弘樹
柳生宗矩：山村聡（特別出演）
柳生又十郎：加納竜
夕姫：斉藤慶子
松平伊豆守：あおい輝彦
徳川家光：青山裕一
春日局：草笛光子
大久保彦左衛門：長門裕之
豊臣秀頼：金田賢一
真田大助、名古屋山三：京本政樹
島津義弘：高橋幸治
出雲阿国：佳那晃子
神子修理之介：中条きよし
おさと：西村知美
花川戸助八：ケーシー高峰（友情出演）
霞千四郎：中西良太
黒崎弥九郎：三上真一郎
柳生武芸帳 京に渦巻く大陰謀!十兵衛と謎の姫君
1991年4月1日放送
脚本：鈴木則文、大津一瑯
監督：舛田利雄
音楽：横山菁児
出演
柳生十兵衛：松方弘樹
柳生宗矩：萬屋錦之介
柳生又十郎：加納竜
徳子：荻野目慶子
勘解由小路光房：峰岸徹
大久保彦左衛門：長門裕之
松平伊豆守：あおい輝彦
土井大炊頭：佐藤慶
徳川家光：山本陽一
春日局：草笛光子
おれん：斉藤慶子
東福門院和子：中野良子
日夏蓮真斉：中村嘉葎雄
志乃：渡辺梓
柳生武芸帳 十兵衛あばれ旅
1991年10月1日放送
脚本：志村正浩、大津一瑯
監督：原田雄一
音楽：横山菁児
出演
柳生十兵衛：松方弘樹
柳生宗矩：萬屋錦之介
柳生又十郎：加納竜
荒木又右衛門：若林豪
河合又五郎：草川祐馬
河合半兵衛：大木正司
渡辺数馬：羽賀研二
八重：田島令子
春日局：草笛光子
大久保彦左衛門：長門裕之
松平伊豆守：あおい輝彦
池田光仲：勝見和也
安藤治右衛門：亀石征一郎
志乃：渡辺梓
おれん：芦川よしみ
百合姫：高橋かおり
池田左近：中尾彬
黒岩刑部：西田健
草間官左：青木義朗
柳生武芸帳 十兵衛あばれ旅 伊達六十二万石の陰謀
1992年4月8日放送
脚本：鈴木則文、志村正浩
監督：江崎実生
音楽：横山菁児
出演
柳生十兵衛：松方弘樹
柳生宗矩：萬屋錦之介
柳生又十郎：羽賀研二
春日局：草笛光子
大久保彦左衛門：長門裕之
松平伊豆守：あおい輝彦
土井大炊頭：御木本伸介
堀田正盛：綿引勝彦
伊達政宗：田村高廣
志乃：渡辺梓
おれん：斉藤慶子
偽柳生十兵衛：石立鉄男
村瀬帯刀：磯部勉
吾作：ケーシー高峰
美禰：多岐川裕美

### 2010年
- 2010年1月2日の午後4時から午後10時54分までテレビ東京系列の「新春ワイド時代劇」として放送。テレビ東京開局45周年記念番組。
- 今回は、前年までの10時間の放送から7時間の放送に短縮になった[3]。
- 今回はヤマダ電機がスポンサーにつき、「YAMADA新春ワイド時代劇」の冠がついた。
- 柳生一族が、新春ワイド時代劇の主役に登場するのは『風雲 柳生武芸帳』（1985年）、『徳川武芸帳 柳生三代の剣』（1993年）に続き3度目。
- 上記『風雲 柳生武芸帳』の25年ぶりのリメイク作品となる[4]。
- 「新春ワイド時代劇」シリーズでリメイク作品が登場するのは4作目で、最後となった。また同シリーズで東映による2作目の制作作品であり、東映制作作品も本作で最後となった[5]。

#### スタッフ
- 監督：山下智彦、猪崎宣昭
- 脚本：古田求[6]
- 音楽：山下康介
- ED：ロッド・スチュワート「キープ・ミー・ハンギング・オン」
- 操演：夏山剛一
- 技斗：清家三彦
- ロケ協力：山口県フィルムコミッション、美祢市、秋吉台　ほか
- チーフプロデューサー：佐々木彰
- プロデュース：只野研治、山鹿達也、小林由幸、和佐野健一
- 製作：テレビ東京、東映

#### キャスト
- 柳生十兵衛：反町隆史
- 柳生又十郎：速水もこみち
- 夕姫：逢沢りな
- 霞多三郎／千四郎：山本太郎（二役）
- 中ノ院大納言通村：京本政樹
- 於季：国分佐智子
- あざみ：青山倫子
- 賀源太：徳井優
- 徳川家光：徳山秀典
- 板倉重宗：大橋吾郎
- 早川仁左衛門：金山一彦
- 狭川新九郎：藤堂新二
- 谷田部勝重：石山輝夫
- 平野内記：谷口高史
- 旅の女：上原美優
- 谷田部の部下：福本清三
- 石田三成：木崎浩之
- 高田三之丞：峰蘭太郎
- 川野黎左衛門：吹越満
- 宮本武蔵：宅麻伸[7]

- 春：羽田美智子
- 松平伊豆守：風間トオル
- 神矢悠之丞：内田朝陽
- 藪左中将嗣長：篠井英介
- 葉室少将教平：斉木しげる
- 寺沢半平：羽場裕一
- 柳生兵庫介：松平健
- 山田浮月斎：松方弘樹
- 大久保彦左衛門：寺田農
- 徳川家康：石橋蓮司
- 桔梗：菊川怜
- 春日局：高島礼子
- 柳生但馬守宗矩：高橋英樹
- ナレーター: 遠藤憲一

ほか

#### サブタイトル
| 各話   | 時刻         | タイトル                | 視聴率 |
| ------ | ------------ | ----------------------- | ------ |
| 第一部 | 16:00～17:50 | 激震!江戸城武芸帳強奪   |        |
| 第二部 | 17:50～19:55 | 武蔵対柳生!尾張の対決   | 6.6%   |
| 第三部 | 19:55～22:48 | 天下騒乱－十兵衛が斬る! | 6.4%   |

放送分：408分。放送時間が短縮されたこともあって、前年まで行われていた各部の切れ目でのミニ番組の挿入などのない、全3部体制となった。

#### 系列局外での放送
- 宮崎放送では、2010年2月25日より3月5日まで月曜から金曜の午後4時53分から午後5時48分までの時間帯で放送。
- 石川テレビでは、2010年4月13日より5月4日まで月曜と火曜の午後2時5分から午後3時までの時間帯で放送。

## 漫画
- 柳生武芸帳 天の巻・地の巻　貝塚ひろし　講談社 (KCデラックス)  1992/7/1